# Phrurolithus nemoralis
Phrurolithus nemoralis is een spinnensoort uit de familie van de Phrurolithidae.
De wetenschappelijke naam van de soort werd in 1940 gepubliceerd door Elizabeth Bangs Bryant.